# Церковь Непорочного Зачатия Пресвятой Девы Марии (Тернополь)
Церковь Непорочного Зачатия Пресвятой Девы Марии, Доминиканский костёл (укр. Церква Непорочного Зачаття Пресвятої Діви Марії) — кафедральный храм греко-католической церкви в Тернополе, главный храм Тернопольско-Зборовской епархии. Построена в 1749—1779 годах в стиле барокко.

## История

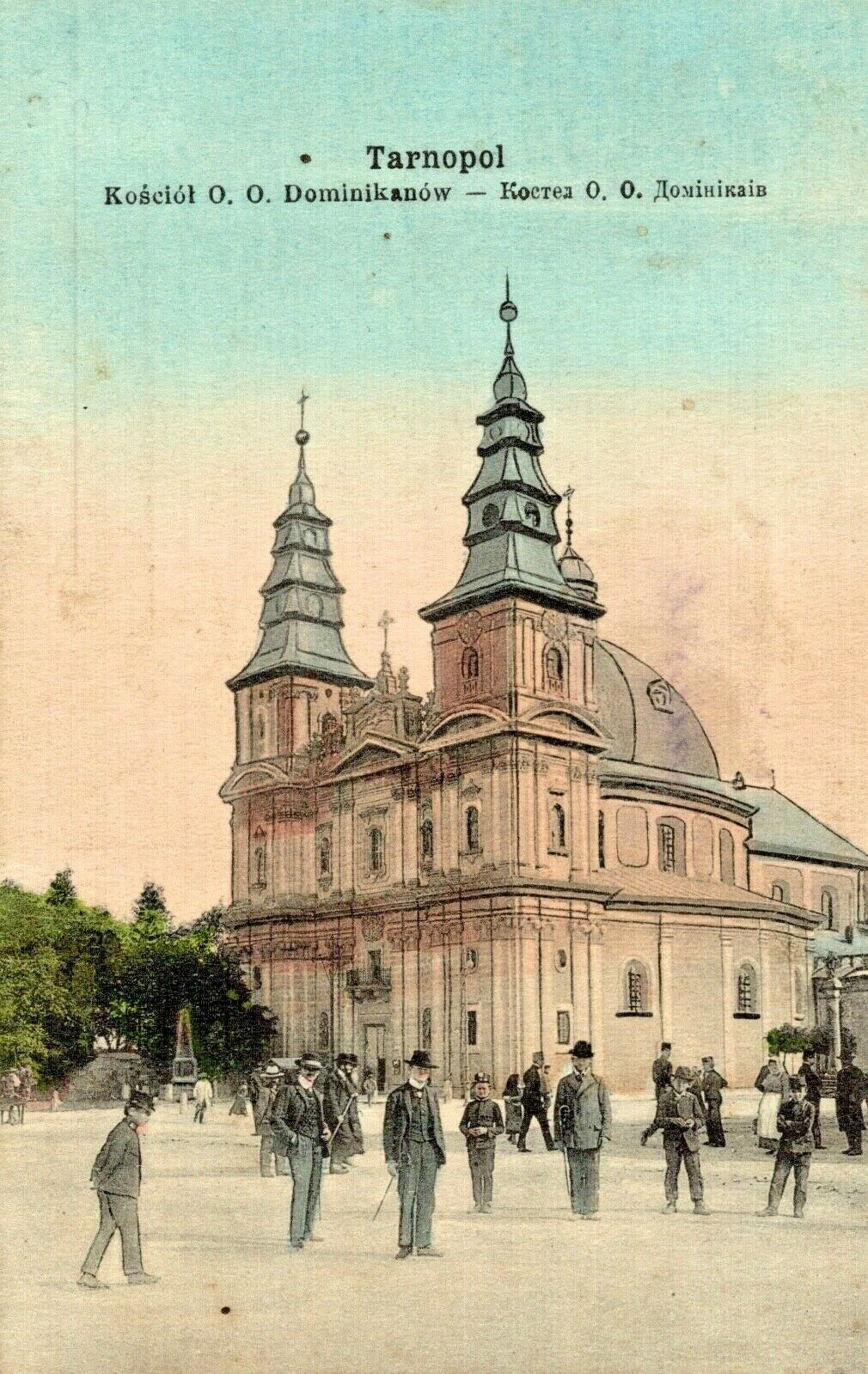
Собор, 1910 год

Автор проекта — Август Мощинский (долгое время авторство ошибочно приписывали Яну де Витте).
Интерьер расписал С. Строинский, фрески боковых нефов — Ю. Хойницкий.
При Доминиканском костёле был монастырь. На содержание монахов основатель костёла И. Потоцкий записал село Стегниковцы, ныне Тернопольского района. С 1772 года в монастыре разместили учреждения округа. В 1820 — 1848 годах здесь размещались иезуиты. Некоторые помещения занимала гимназия.
В 1903 году в костёл вернулись доминиканцы. 1908-1910 костёл был реставрирован под руководством архитектора Владислава Садловского: построен новый купол, восстановлены старые фрески и дорисованы новые (художник К. Политынский), установлен новый орган и маленькие алтари, электрифицировано.
В апреле 1944 года во время боёв за Тернополь Доминиканскому костёлу нанесены значительные разрушения. Послевоенная реставрация завершена в 1957 году. 1978—1989 годах в костёле была размещена Тернопольская картинная галерея. С 1989 года — Кафедральный собор Непорочного Зачатия Пресвятой Богородицы УГКЦ (расписание центрального нефа выполнил Г. Журавский); в монастырь. помещениях расположен Государственный архив Тернопольской области.

### Подземелье
Под церковью есть большая подземная часть, в которой ныне хранятся некоторые церковные вещи. Ходи отсюда, по предположениям исследователей Тернополя, могут вести к Театральной площади, замка, других тернопольских старинных сооружений. Часть ходов засыпана землей, часть замурована. Своды подземелья — из камня и старинного кирпича, кладка — известковая.

## Часовня
22 декабря 2013 года по случаю храмового праздника архиепископ и митрополит Тернопольско-Зборовский Василий Семенюк совместно с епархом Бучацким Дмитрием Григорак, экзархом Луцким Иосафатом Говерою, владыкой Василием Ивасюком, экзархом Одесско-Крымским и администратором Коломыйско-Черновицким и при участии нескольких десятков священников возглавили Божественную Литургию, после которой посвятили новую часовню для освящения воды, вблизи собора. В ней освящают воду на религиозные праздники, а каждый вор может набрать святой воды при любой необходимости.
Часовня — сложная инженерная конструкция, которую строили больше года по проекту архитекторов Василия Сися и Игоря Гордия. Чтобы не закрывать здание собора, часовню сделали совсем «невесомой» — купол на четырех колоннах, под которым — резервуар для воды.

## Часы
9 апреля 2015 года на южную колокольню установили часы, подобные тем, что были в церкви до Второй мировой войны. Диаметр циферблата примерно 1 м 60 см. Торжественное открытие восстановленных часов состоялось на Пасху 12 апреля.